# Fagraea borneensis
Fagraea borneensis är en gentianaväxtart som beskrevs av Rudolph Herman Scheffer. Fagraea borneensis ingår i släktet Fagraea och familjen gentianaväxter. Inga underarter finns listade i Catalogue of Life.